# Igarassu
Igarassu (o Igaraçu) es un municipio del estado de Pernambuco, Brasil. Es la segunda ciudad más antigua del país y está ubicada en la costa norte de la Región Metropolitana de Recife. Tiene una población estimada en 2020 de 118.370 habitantes según el IBGE.
Uno de los primeros asentamientos europeos en Brasil, Igarassu tiene la iglesia más antigua del país, la Iglesia de los Santos Cosme y Damián construida en 1535. El centro histórico de la ciudad fue catalogado como monumento nacional en 1972 por el Instituto do Patrimonio Histórico e Artístico Nacional.

## Historia
Igarassu fue habitada originalmente por el pueblo Caetés antes de la llegada de los europeos en el siglo XVI.
Fundado en 1537 como "villa de Igarassu", que en tupí-guaraní significa "Gran canoa". es uno de los primeros asentamientos de la Capitanía de Portugal en Pernambuco. Poco tiempo después de la llegada de Duarte Coelho, ordenó construir un muro de piedras en la frontera de Pernambuco e Itamaracá; que aún se mantiene en pie. Igarassu fue destruida luego de las invasiones neerlandesas a mitad del siglo XVII. Con los materiales arquitectónicos de las ruinas Igarassu, se construyó la ciudad de Olinda.
La ciudad gozó de un crecimiento económico en el siglo XVI gracias a la caña de azúcar, siendo el punto de distribución del producto al interior de Pernambuco y por el Océano Atlántico.
En 1848 se produjo en la ciudad la Rebelión Praieira.

## Centro histórico
El centro histórico de Cachoeira  fue designado como monumento nacional por el  Instituto do Patrimonio Histórico e Artístico Nacional en 1982. Cinco edificaciones religiosas fueron designadas en la lista:
- La  Iglesia de los Santos Cosme y Damián, (Igreja Matriz de São Cosme e São Damião), 1535
- La Iglesia y Convento de San Antonio (Igreja e Convento de Santo António), 1558
- La Capilla de San Sebastián, (Capela de São Sebastião), 1735
- El Retrato del Sagrado Corazón de Jesús y la Iglesia de Nuestra Señora de la Concepción, (Igreja do Sagrado Coração de Jesus), 1742
- La Capilla de Nuestra Señora de la Liberación, (Capela de Nossa Senhora do Livramento), 1774